# Fumihiko Maki
Fumihiko Maki (槇 文彦, Maki Fumihiko, 6. září 1928 Tokio – 6. června 2024) byl japonský architekt. Jeho stavby stojí především v Japonsku a USA. Roku 1993 získal nejprestižnější architektonické ocenění: Pritzkerovu cenu. Roku 1988 též obdržel Wolfovu cenu za umění, roku 2011 Zlatou medaili AIA a roku 1999 Praemium Imperiale.
Architekturu vystudoval na Tokijské univerzitě, Cranbrook Academy of Art a Graduate School of Design na Harvardově univerzitě. V letech 1956–1965 byl profesorem na University of Washington a Harvard University a 1979–1989 na Tokijské univerzitě. Roku 1965 si založil vlastní projekční firmu Maki and Associates.
Proslul užitím nových materiálů a kombinací západních a východních tradic, přičemž ze západní architektury převzal klasické modernistické tvary a materiály, z tradiční japonské důraz na malé „soukromé“ prostory (například zahrádky) uvnitř velkých staveb a harmonický vztah detailu a celku. V 60. letech se stal součástí architektonického hnutí tzv. metabolistů, kteří chtěli, aby moderní město architektonicky rostlo dle zákonitostí biologických systémů a zároveň se inspirovali estetikou těchto systémů (shluky buněk, sítě neuronů apod.). Zdůrazňovali též dočasnost architektonického řešení jako hodnotu.
K větším pracím se však Maki dostal až v 80. letech. K jeho nejoceňovanějším stavbám patří Japonské kulturní centrum Makuhari Messe ve městě Čiba či sportovní hala Tókjó Taiikukan (jap. 東京体育館 ~ metropolitní gymnázium). Je též autorem Tower 4 v novém World Trade Center v New Yorku.

## Galerie

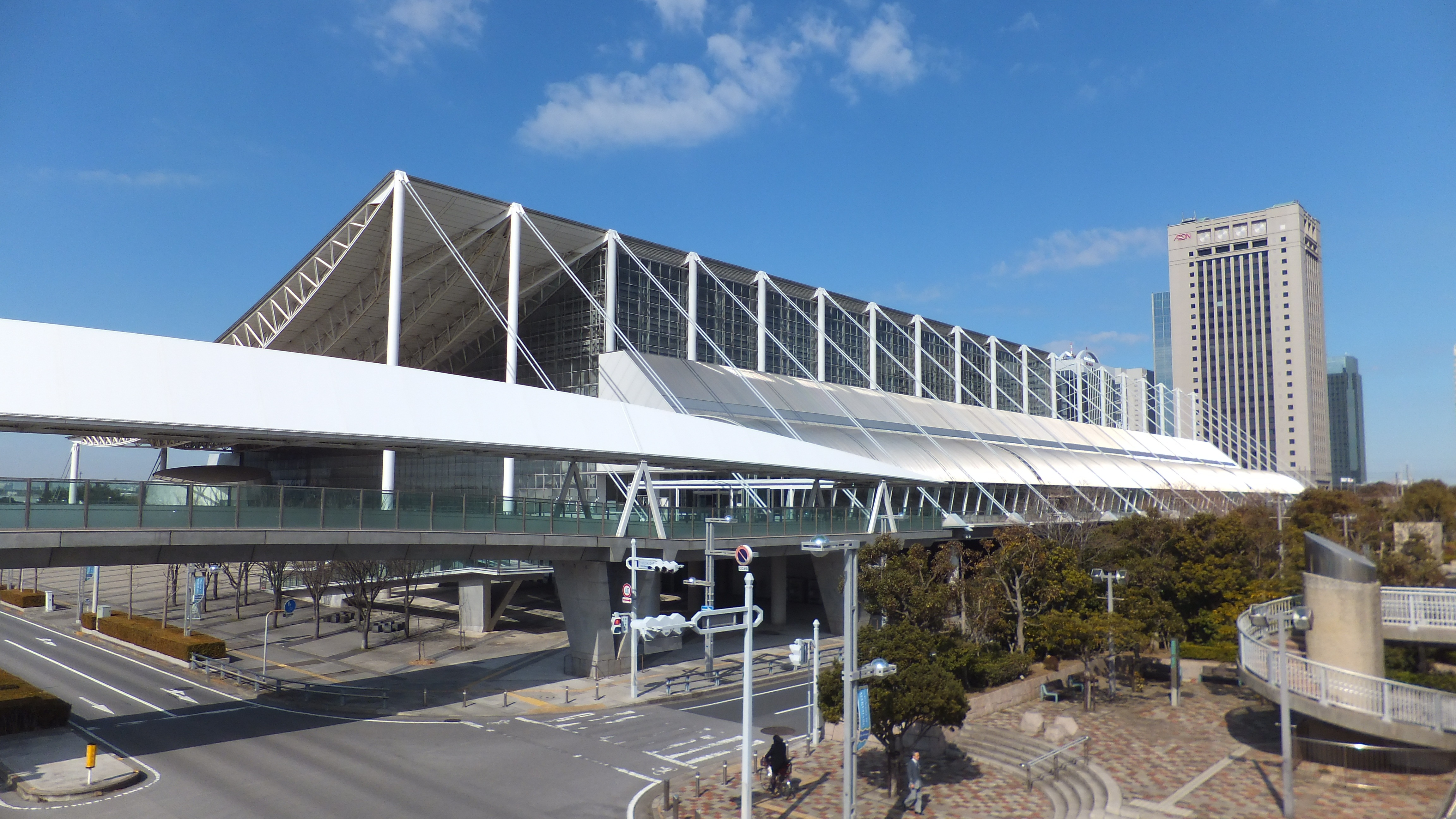
Japonské kulturní centrum Makuhari Messe (幕張メッセ) ve městě Čiba
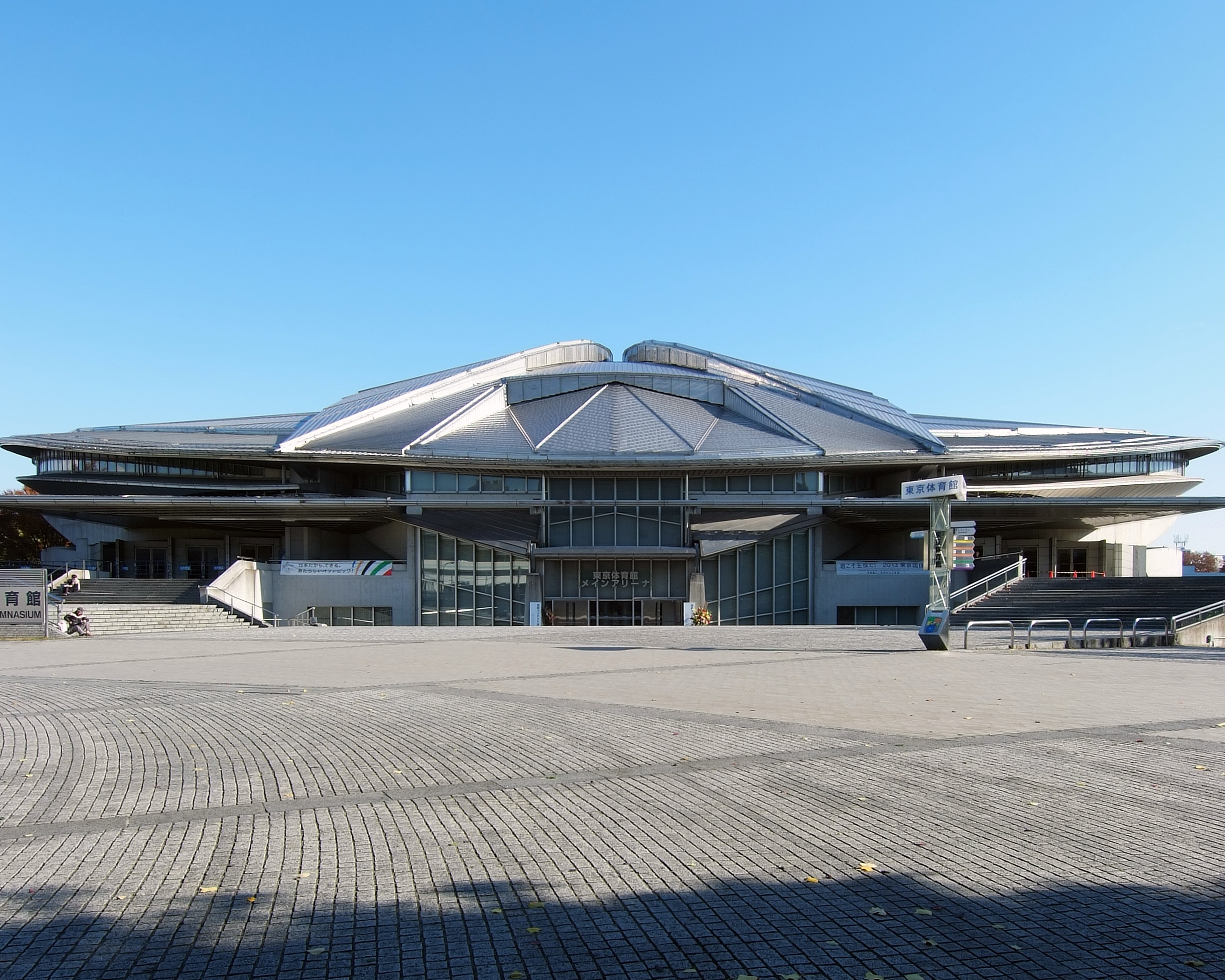
Sportovní hala Metropolitní gymnázium v Tokiu
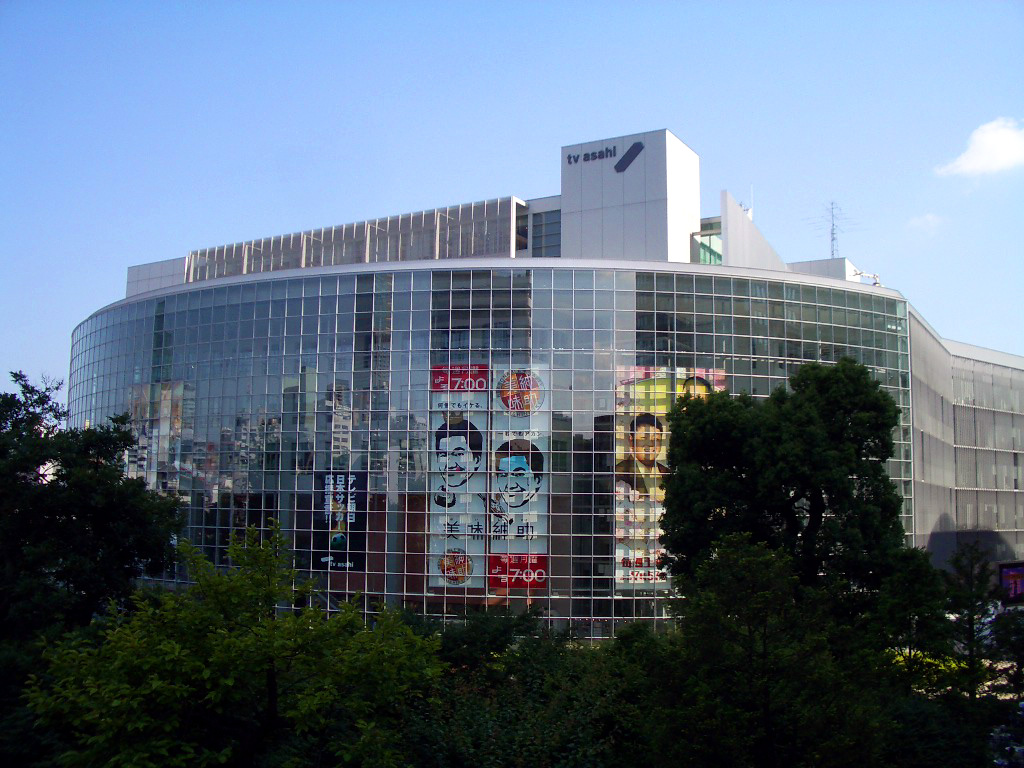
Sídlo TV Asahi v Tokiu
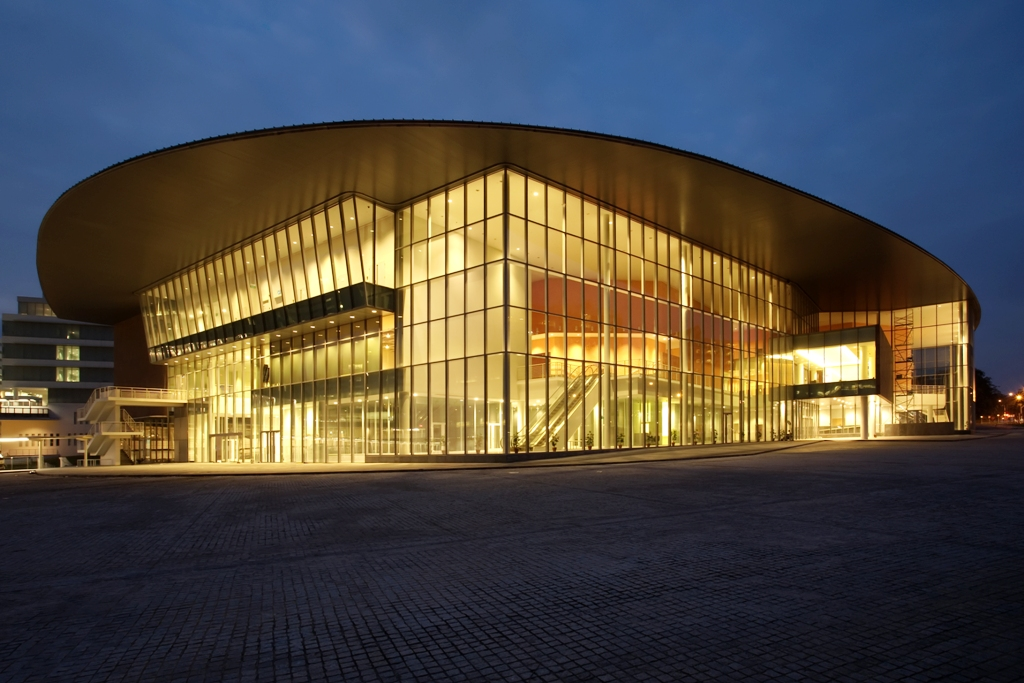
Kampus Republic Polytechnic v Singapuru
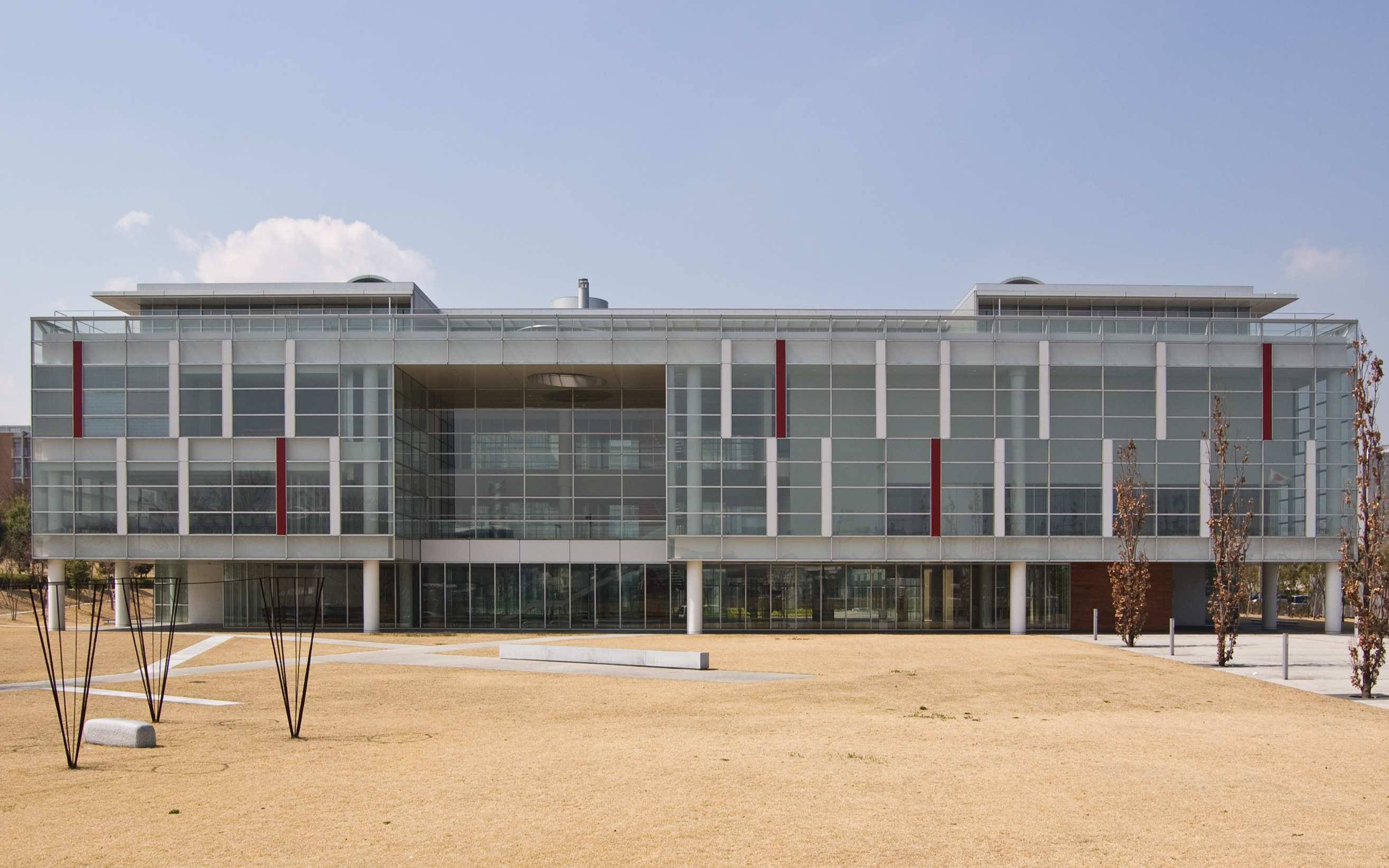
Národní institut pro japonský jazyk v Tokiu
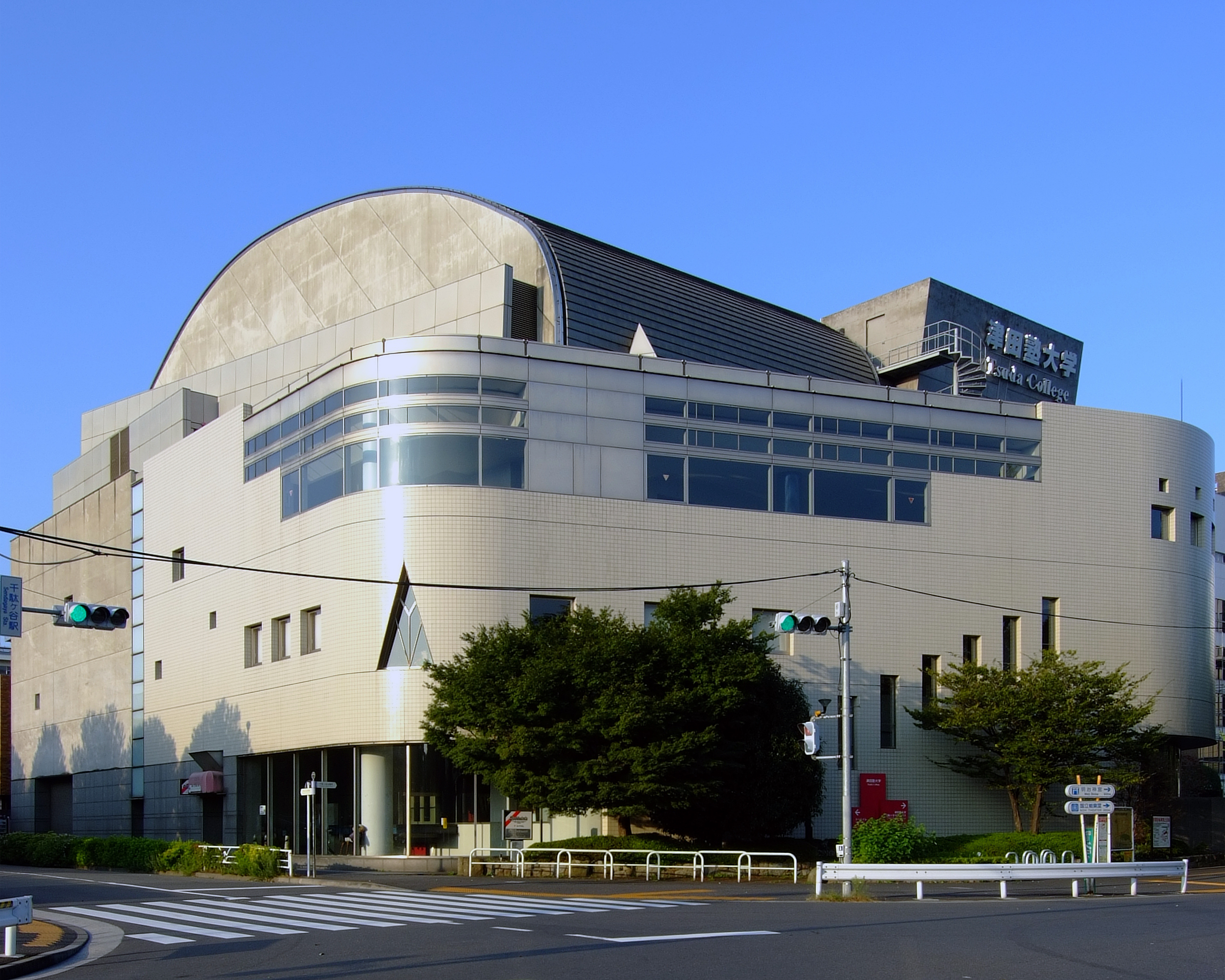
Hala Cuda (津田) v Tokiu